# Gironcourt-sur-Vraine
Gironcourt-sur-Vraine è un comune francese di 1 004 abitanti situato nel dipartimento dei Vosgi nella regione del Grand Est.

## Storia

### Simboli
Sono riuniti i blasoni delle quattro famiglie di signori che si sono distinte a Girmont: nel 1° i Lavaulx, nel 2° i Marches, nel 3° i Vergy e nel 4° i Gironcourt.

## Società

### Evoluzione demografica
Abitanti censiti